# El traje de oro
El traje de oro es una película española de drama estrenada en 1960, coescrita y dirigida por Julio Coll y protagonizada en los papeles principales por Alberto Closas, Marisa de Leza, Marisa Prado y el torero Antonio Borrero Morano "Chamaco".

## Sinopsis
Carmen está locamente enamorada del consagrado torero Antonio Romero y tiene un admirador en el joven Miguel, quien sueña con triunfar en los ruedos.

## Reparto
- Antonio Borrero Morano "Chamaco" - Torero Antonio Romero
- Alberto Closas - Don Pablo
- Marisa Prado - Elena
- Marisa de Leza - Carmen
- Carlos Larrañaga - Quique
- Juan Calvo - Empresario
- Rogelio Madrid - Torero Miguel Carranza "El Lagartero"
- José Nieto - Curro
- Gisia Paradís - Amiga de Elena
- Manuel Alexandre - Manolo